# Paweł Kukiz
Paweł Piotr Kukiz (Paczków, 24 giugno 1963) è un cantante, attore e politico polacco.

## Biografia
Dopo aver frequentato la scuola primaria e secondaria a Niemodlin, dove fondò la sua primo gruppo musicale nel 1984, ha studiato alla facoltà di Economia e Commercio presso l'Università di Breslavia, e poi giurisprudenza e infine scienze politiche presso l'Università di Varsavia, senza però mai conseguire alcuna laurea.

## Carriera musicale
Negli anni 1980 fondò diversi gruppi rock come i "CDN", "Hak" e "Aya RL".
Dal 1984 al 2013 è stato a capo del gruppo rock "Piersi" (che negli anni 1997-2004 venne ridenominato come "Kukiz i Piersi"). Insieme con il gruppo ha pubblicato nove album, di cui alcuni controversi in quanto accusati di insultare i sentimenti religiosi (in particolare la canzone anticlericale "ZCHN zbliża się").
Dal 1989 al 1993 è stato il cantante del gruppo "Emigranci". Nel 2001 ha preso parte al progetto musicale "Yugoton", ridenominato "Yugopolis" nel 2007. Nel 2003 ha pubblicato l'album "Borysewicz & Kukiz" in duo con Jan Borysewicz. Nel 2010, insieme a Maciej Maleńczuk ha registrato un CD con un repertorio di cabaret di signori anziani - Gli uomini più anziani. In un duetto con Pihem ha cantato la canzone "Gioventù" sul 2014 album pubblicato Prom produzione di un rapinatore Ali Baba e Jan Borysewicz.
A partire dagli anni 1990 ha recitato come protagonista in diversi film, tra cui il thriller "Girl Guide" di Juliusz Machulski e le commedie "Lunedi" e "Martedì" di Witold Adamek.

## Attività sociale e politica
Alle elezioni presidenziali nel 2005 ha sostenuto il comitato elettorale di Donald Tusk e nel 2006-2007 ha sostenuto la campagna di Hanna Gronkiewicz-Waltz (Piattaforma civica) alle elezioni parlamentari. Nelle elezioni presidenziali del 2010 ha sostenuto la candidatura di Marek Jurek. Nello stesso anno ha firmato l'appello "Tutta la Polonia difende i bambini", per protestare contro l'organizzazione dell'Europride 2010 a Varsavia, dichiarandosi inoltre contrario all'aborto e all'adozione di bambini da parte di omosessuali.
Nel 2010 e nel 2011 è stato membro del comitato della Marcia dell'Indipendenza, organizzata ogni anno organizza l'11 novembre nel Giorno dell'Indipendenza Nazionale dai movimenti giovanile di estrema destra "Gioventù polacca" e "Campo Radicale Nazionale". Negli anni successivi, Paweł Kukiz ha iniziato ad impegnarsi in attività politiche, sostenendo soprattutto l'introduzione di circoscrizioni uninominali.
Nelle elezioni locali nel 2014 è stato eletto consigliere per conto del "Non-partito del governo locale" all'Assemblea regionale della Bassa Slesia, di cui è stato membro nelle commissioni su cooperazione internazionale, cultura, scienza e istruzione.
Nel febbraio 2015 ha annunciato l'intenzione di partecipare alle elezioni presidenziali, nelle quali ha ottenuto 3.099.079 voti (20,8% del totale), risultando il terzo candidato più votato. Nel luglio del 2015 ha fondato il movimento Kukiz'15 con l'intenzione di presentarlo alle elezioni parlamentari autunnali, dove ottenne 1.339.094 voti (8,81%) conquistando 42 seggi alla Sejm (Camera dei Deputati).

## Discografia
Album
- 2003 - Borysewicz & Kukiz[1]
- 2010 - Starsi panowie (trad. Gli uomini più anziani)[2]
- 2012 - Siła i honor (trad. Forza e onore)
- 2014 - Zakazane piosenki (trad. Canzoni proibite)[3]

Singoli
- 1996: Już nie ma dzikich plaż
- 1997: Hej Janicku
- 1999: Żywot staruszka
- 1999: Chodź, zabiorę cię
- 2000: Na opolskim rynku
- 2001: Rzadko widuję cię z dziewczętami
- 2002: Niby jestem, niby nie
- 2003: Bo tutaj jest jak jest
- 2003: Jeśli tylko chcesz
- 2004: Jest taki dzień
- 2007: Miasto budzi się
- 2012: Czyste oczy
- 2012: Old Punk
- 2014: Samokrytyka (dla Michnika)

Video
- 2002 - Niby jestem, niby nie
- 2003 - Bo tutaj jest jak jest
- 2012 - Old Punk
- 2012 - Heil Sztajnbach
- 2014 - Samokrytyka (dla Michnika)

## Filmografia
- Jarocin '82 (1982)
- ...jestem przeciw (1985)
- Fala - Jarocin '85 (1986)
- Girl guide (1995)
- Billboard (1998)
- Matki, żony i kochanki II (1998)
- Poniedziałek (1998)
- Stacja PRL (1999-2000)
- Dzieci Jarocina (2000)
- Wtorek (2001)
- Czwarta władza (2004)
- S@motność w Sieci (2006)